# Region Oberfranken-West
Region Oberfranken-West (niem. Planungsregion Oberfranken-West) – region planowania w Niemczech, w kraju związkowym Bawaria, w rejencji Górna Frankonia. Siedzibą regionu jest miasto na prawach powiatu Bamberg.
Region leży w północnej części Bawarii. Na wschodzie graniczy z regionem planowania Oberfranken-Ost, na południu z regionami planowania Westmittelfranken oraz Industrieregion Mittelfranken, na zachodzie z regionami planowania Main-Rhön oraz Würzburg, a na północy z krajem związkowym Turyngia (powiaty Hildburghausen, Sonneberg, Saalfeld-Rudolstadt i Saale-Orla).

## Podział administracyjny
W skład regionu Oberfranken-West wchodzą:
- dwa miasta na prawach powiatu: (kreisfreie Stadt)
- pięć powiatów ziemskich (Landkreis)

Miasta na prawach powiatu:
| Lp. | Nazwa miasta | Ludność (31.12.2010) | Powierzchnia km² |
| --- | ------------ | -------------------- | ---------------- |
| 1   | Bamberg      | 70.004               | 54,58            |
| 2   | Coburg       | 41.076               | 48,30            |

Powiaty ziemskie:
| Lp. | Nazwa powiatu | Ludność (31.12.2010) | Powierzchnia km² | Liczba gmin |
| --- | ------------- | -------------------- | ---------------- | ----------- |
| 1   | Bamberg       | 144.211              | 1.167,37         | 36          |
| 2   | Coburg        | 88.193               | 592,00           | 17          |
| 3   | Forchheim     | 112.985              | 642,96           | 29          |
| 4   | Kronach       | 70.106               | 651,50           | 18          |
| 5   | Lichtenfels   | 68.087               | 521,83           | 11          |